# Šumava Litera
Šumava Litera je literární festival, který se zaměřuje na propagaci a popularizaci regionální české, bavorské a hornorakouské literatury s důrazem na Šumavu.

## Festival
Festival představuje spisovatele zde narozené, či spisovatele, kteří ve svém díle o Šumavě píší. Festival se koná každoročně v listopadu ve Vimperku a nabízí bohatý program, který zahrnuje knižní trh malých regionálních nakladatelství, besedy, výstavy, koncerty. Festival vrcholí společenským galavečerem spojeným s předáváním cen za nejlepší knihy předcházejícího roku.
Vznik festivalu inicioval v roce 2014 nakladatel Petr Čmerda z Volar. Ten od roku 2008 provozoval nakladatelství elektronických knih Driftbooks a postrádal větší kontakt s autory i čtenáři zajímajícími se o krajinu Šumavy. Záměrem festivalu bylo pravidelné každoroční setkávání šumavských autorů, nakladatelů a knihkupců se čtenáři. Autorem pojmenování festivalu a prvním předsedou soutěžní literární komise byl jihočeský spisovatel a nakladatel Jan Cempírek. Prvního ročníku festivalu Šumava Litera se ujalo město Vimperk v osobě ředitele Městského kulturního střediska Jaroslava Pulkrábka v roce 2015. V roce 2019 došlo k výrazné obměně pořadatelského týmu a k festivalu se, mimo město Vimperk, přidal spolek Šumava Litera a Knihy über Grenze–Bücher přes hranici. Došlo k navázání styků s bavorskými a hornorakouskými autory, knihkupci a nakladateli, festival se od roku 2021 stal mezinárodní akcí s dosahem ve třech státech. Během celého kalendářního roku organizuje i setkávání bavorských a českých spolků, které zajímá přeshraniční spolupráce v kulturní oblasti, nebo setkání českých a bavorských knihovníků. Festival byl aktivní i v době covidu, komise knihy přečetla a ceny byly uděleny virtuálně.
V elektronickém knižním katalogu festivalu, nazvaném Knihovna šumavské literatury, lze vyhledat více než tisíc titulů různých žánrů se šumavskou tematikou.

### Nominace
Knihu lze nominovat na webové stránce festivalu vyplněním potřebných údajů.
Nominována může být kniha pro dospělé i pro mládež a děti.
První podmínkou pro zařazení do nominace je rok vydání a pouze první vydání dané knihy.
Druhou podmínkou je oblast, které se kniha věnuje, což je Šumava zeměpisně i kulturně. A tak z české strany pokrývá zájmové území samotné pohoří i šumavské Podlesí a Novohradské hory; celé okresy Český Krumlov, Prachatice, jižní dvě třetiny okresu Klatovy, jižní příhraničí okresu Strakonice, (kam Podlesí ještě částečně zasahuje ) a jižní výběžky okresů Domažlice (vrchovina Jezvinecký les) a České Budějovice (zbylé území PP Novohradské hory). Z německé strany tvoří zájmové území část Východního Bavorska, tj. východní třetina okresu Cham, celé okresy Regen a Freyung-Grafenau a severovýchodní polovina okresu Passau. Na rakouské straně jde o část Horního Rakouska (celý okres Rohrbach, většina okresů Urfahr-Umgebung a Freistadt) a část Dolního Rakouska (západní čtvrtina okresu Gmünd).
Knihu, která splňuje výše uvedené předpoklady, lze nominovat již v roce vydání, soutěží ovšem až v následujícím roce od roku vydání.
Většina nominovaných knih do jednotlivých ročníků festivalu je čtenářům k dispozici v Městské knihovně ve Vimperku.

### Poroty
O literárních cenách rozhoduje odborná porota českých porotců. Ta rozhoduje o cenách udělovaných česky psaným knihám.
Porota pro německojazyčné knihy byla ustanovena v 7. ročníku festivalu v roce 2021.
Od 8. ročníku festivalu v roce 2022 uděluje cenu Šumava Litera za významný přínos pro česko-německo-rakouskou spolupráci mezinárodní porota, ve které zasedají čeští i zahraniční odborní porotci.

## Ceny
Odborné poroty udělují tyto ceny:

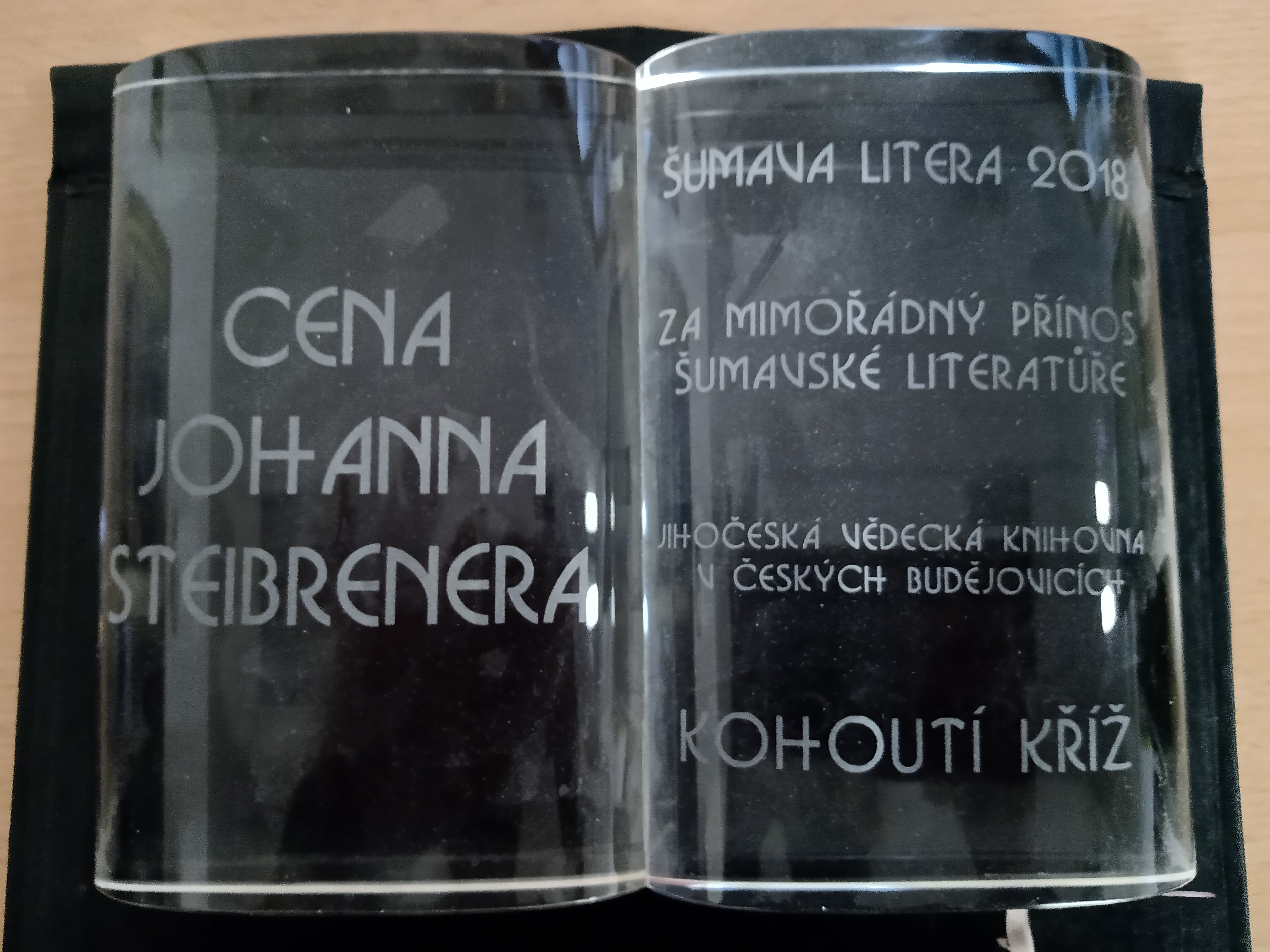
Cena Johanna Steinbrenera

- Šumava Litera – Mezinárodní cena za významný přínos pro česko-německo-rakouskou spolupráci.
- Ceny Johanna Steinbrenera  v kategoriích:
  - Beletrie a poezie
  - Populárně naučné publikace
  - Výtvarné publikace
  - Nejlepší německojazyčná publikace o Šumavě a Bavorském lese
- Síň slávy – cena pro žijící osobu se zásluhami o regionální šumavskou literaturu, může být ohodnocena i instituce za projekt

Ceny udělované příležitostně:
- Zvláštní cena (významný počin na poli regionální literatury Šumavy a Bavorského lesa) a Šumava virtuální (weby či projekty, existující v digitální formě).
- Cena Šumavská ozvěna pak vychází z elektronického hlasování čtenářů na webové stránce festivalu.

Poroty pak mohou udělit, a také v některých ročnících udělují, i další ceny, např.
- Zvláštní cena poroty
- Cena šumavského pivovaru
- Cena předsedy poroty
- Cena čtenářů knihoven
- Cena Emila Kintzla - novinářská a publicistická soutěž pro děti a mládež

## Galerie

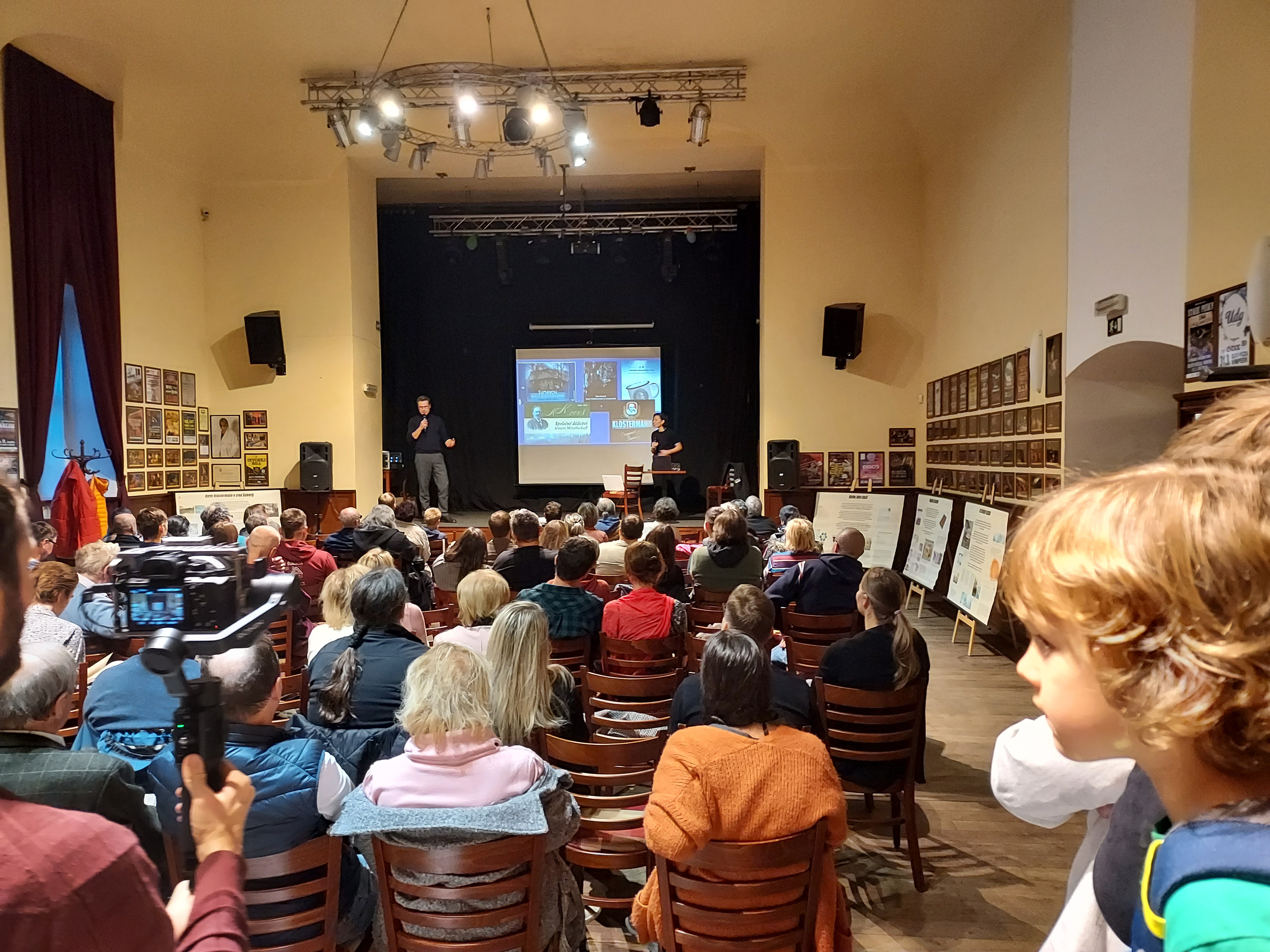
Přednáškový sál festivalu Šumava Litera ve Vimperku
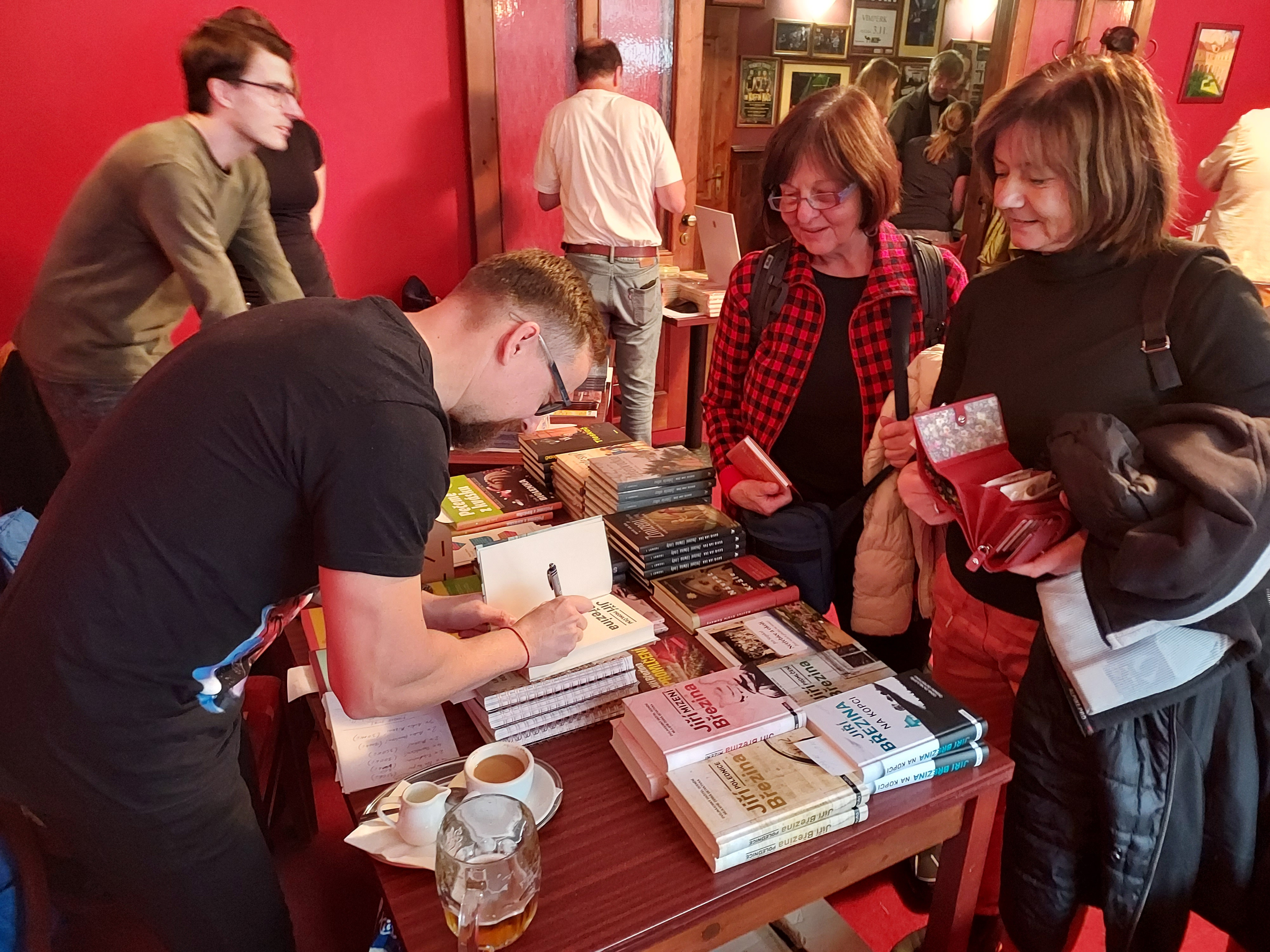
Knižní trh v předsálí festivalu
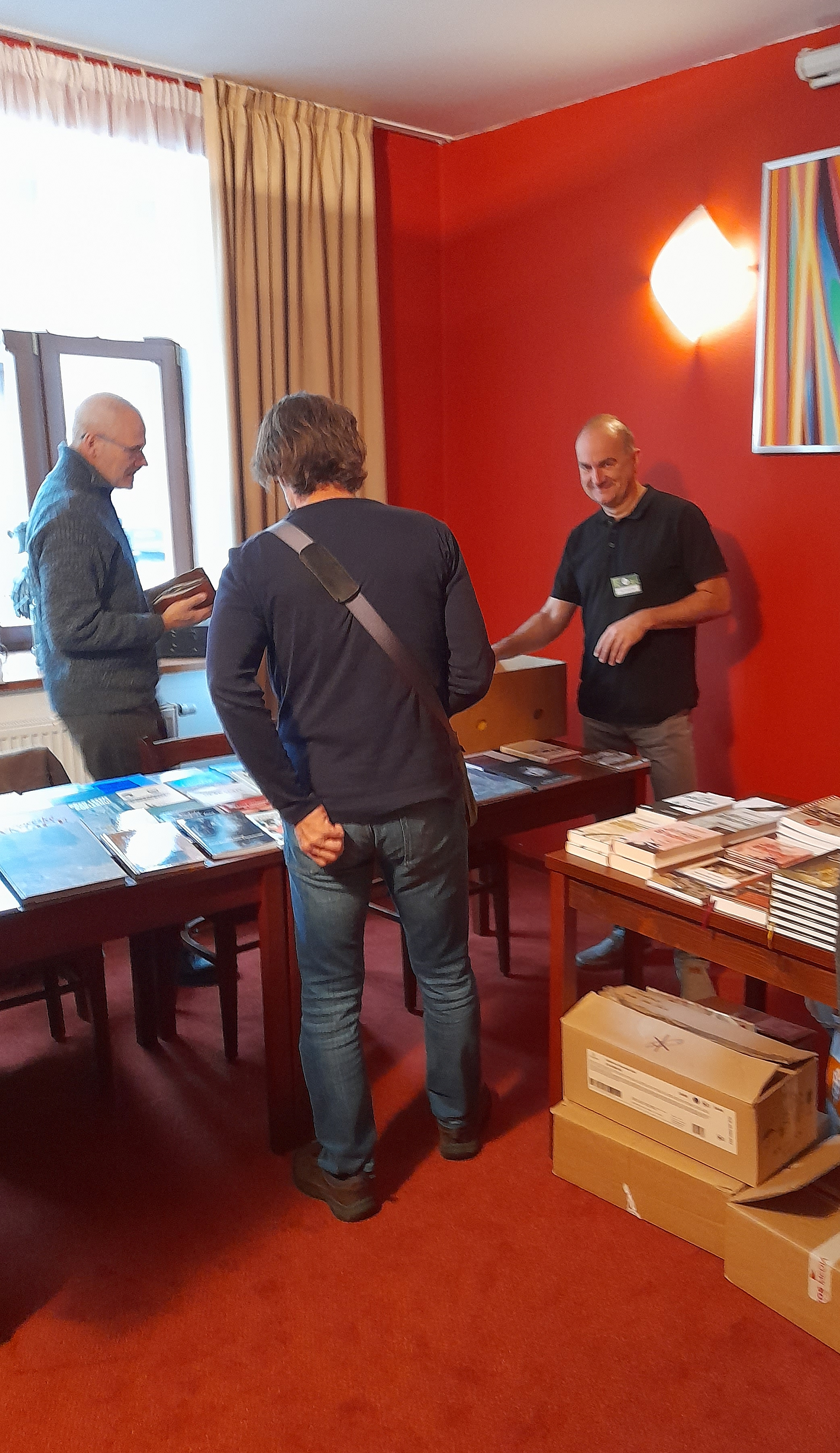
Knižní trh malých nakladatelství v předsálí
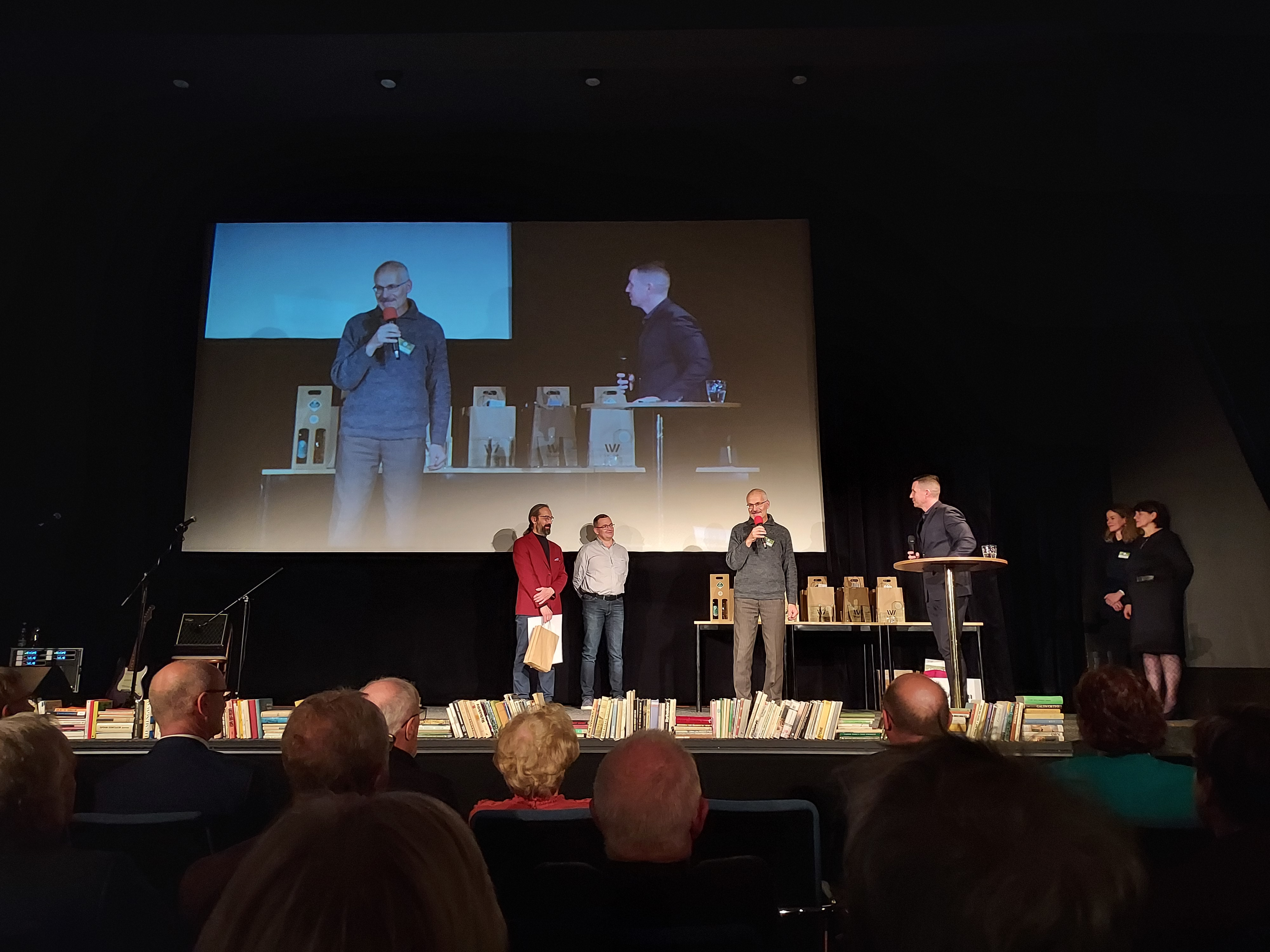
Galavečer festivalu
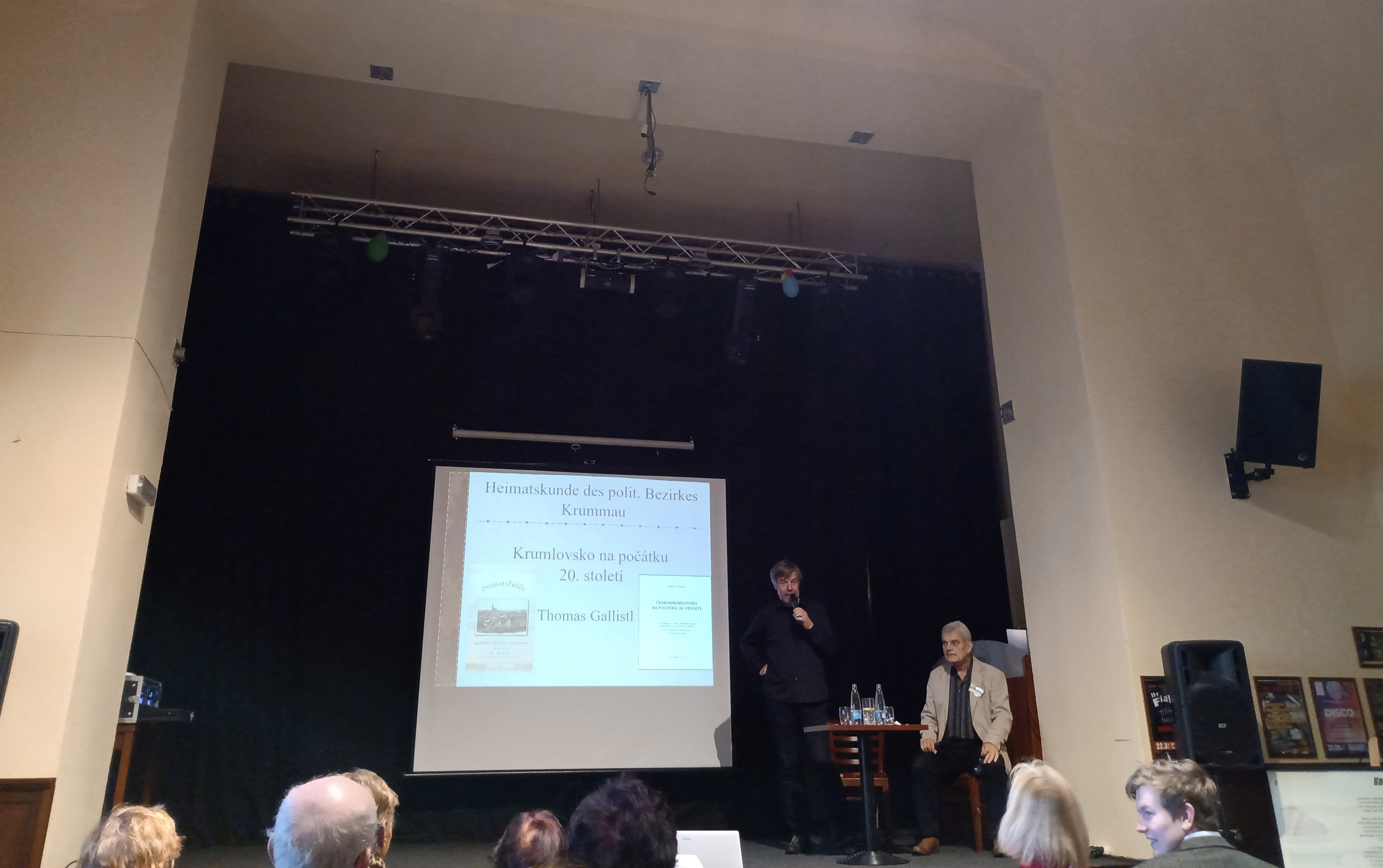
Přednáška v sále festivalu
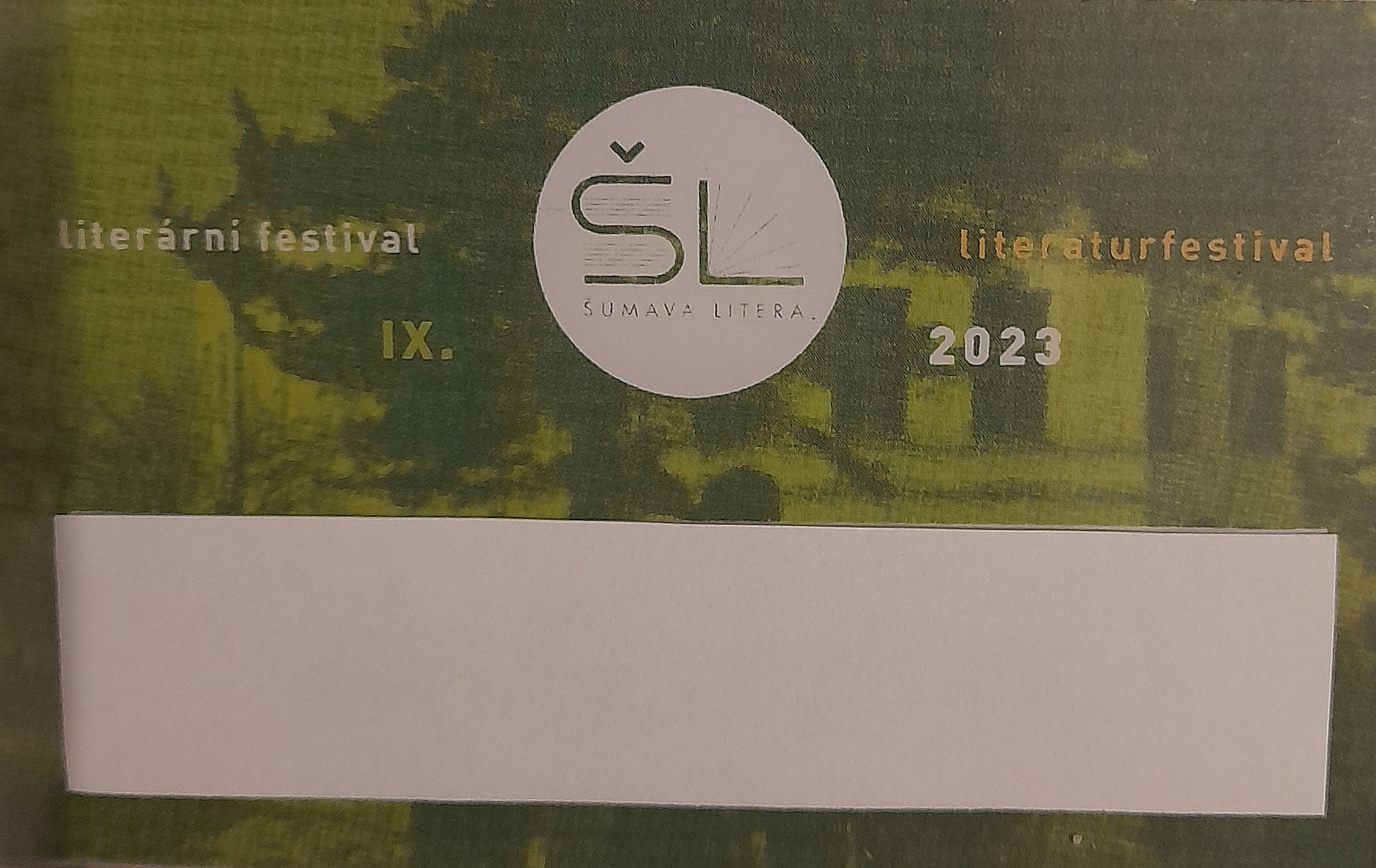
Vizitka organizátora literárního festivalu s logem festivalu